# Oppershofen
Oppershofen ist ein Ortsteil der Gemeinde Rockenberg im südhessischen Wetteraukreis. Er liegt an dem im Vogelsberg entspringenden Fluss Wetter.

## Geographie
Nachbarkommunen
|          | Rockenberg                                  |             |
| Butzbach | Kompassrose, die auf Nachbargemeinden zeigt | Wölfersheim |
|          | Bad Nauheim                                 |             |

## Geschichte

### Ortsgeschichte
Die älteste bekannte schriftliche Erwähnung von Oppershofen erfolgte unter dem Namen Habprahteshoven und wird in die Zeit um 1050 datiert. Weitere Erwähnungen erfolgten unter den Ortsnamen (in Klammern das Jahr der Erwähnung): Happershoibein (1150) und Hapreshouen (1191).
Zum 31. Dezember 1971 wurde die bis dahin selbständige Gemeinde Oppershofen Im Zuge der Gebietsreform in Hessen auf freiwilliger Basis in die Nachbargemeinde Rockenberg eingegliedert. Ein Ortsbezirk nach der Hessischen Gemeindeordnung wurden nicht errichtet.

### Verwaltungsgeschichte im Überblick
Die folgende Liste zeigt die Staaten und Verwaltungseinheiten, denen Oppershofen angehört(e):
- vor 1803: Heiliges Römisches Reich, Kurmainz, Oberamt Höchst und Königstein, Amt und Kellerei Vilbel und Rockenberg, Amtsvogtei Rockenberg
- ab 1803: Heiliges Römisches Reich, Landgrafschaft Hessen-Darmstadt,[Anm. 2] Oberfürstentum Hessen, Amt Rockenberg[8]
- ab 1806: Großherzogtum Hessen,[Anm. 3] Fürstentum Oberhessen, Amt Rockenberg
- ab 1820: Großherzogtum Hessen, Provinz Oberhessen, Amt Butzbach
- ab 1821: Großherzogtum Hessen, Provinz Oberhessen, Landratsbezirk Butzbach[Anm. 4]
- ab 1829: Großherzogtum Hessen, Provinz Oberhessen, Verlegung und Umbenennung in Landratsbezirk Friedberg
- ab 1832: Großherzogtum Hessen, Provinz Oberhessen, Kreis Friedberg
- ab 1848: Großherzogtum Hessen, Regierungsbezirk Friedberg
- ab 1852: Großherzogtum Hessen, Provinz Oberhessen, Kreis Friedberg
- ab 1867: Norddeutscher Bund, Großherzogtum Hessen, Provinz Oberhessen, Kreis Friedberg
- ab 1871: Deutsches Reich, Großherzogtum Hessen, Provinz Oberhessen, Kreis Friedberg
- ab 1918: Deutsches Reich, Volksstaat Hessen, Provinz Oberhessen, Kreis Friedberg
- ab 1938: Deutsches Reich, Volksstaat Hessen, Landkreis Friedberg[9][Anm. 5]
- ab 1945: Deutsches Reich, Amerikanische Besatzungszone,[Anm. 6] Groß-Hessen, Regierungsbezirk Darmstadt, Landkreis Friedberg
- ab 1946: Deutsches Reich, Amerikanische Besatzungszone, Hessen, Regierungsbezirk Darmstadt, Landkreis Friedberg
- ab 1949: Bundesrepublik Deutschland, Hessen, Regierungsbezirk Darmstadt, Landkreis Friedberg
- ab 1972: Bundesrepublik Deutschland, Hessen, Regierungsbezirk Darmstadt, Wetteraukreis, Gemeinde Rockenberg

## Bevölkerung
Einwohnerstruktur 2011
Nach den Erhebungen des Zensus 2011 lebten am Stichtag, dem 9. Mai 2011, in Oppershofen 1881 Einwohner. Darunter waren 60 (3,2 %) Ausländer. Nach dem Lebensalter waren 339 Einwohner unter 18 Jahren, 831 zwischen 18 und 49, 372 zwischen 50 und 64 und 339 Einwohner waren älter. Die Einwohner lebten in 750 Haushalten. Davon waren 189 Singlehaushalte, 201 Paare ohne Kinder und 294 Paare mit Kindern, sowie 57 Alleinerziehende und 120 Wohngemeinschaften. In 30 Haushalten lebten ausschließlich Senioren und in 525 Haushaltungen lebten keine Senioren.
Einwohnerentwicklung
| Oppershofen: Einwohnerzahlen von 1834 bis 2020 | Oppershofen: Einwohnerzahlen von 1834 bis 2020 | Oppershofen: Einwohnerzahlen von 1834 bis 2020 | Oppershofen: Einwohnerzahlen von 1834 bis 2020 | Oppershofen: Einwohnerzahlen von 1834 bis 2020 |
| --- | ---------------------------------------------- | ---------------------------------------------- | ---------------------------------------------- | ---------------------------------------------- |
| Jahr |                                                |                                                |                                                | Einwohner                                      |
| 1834 | 1834                                           |                                                | 583                                            | 583                                            |
| 1840 | 1840                                           |                                                | 619                                            | 619                                            |
| 1846 | 1846                                           |                                                | 652                                            | 652                                            |
| 1852 | 1852                                           |                                                | 684                                            | 684                                            |
| 1858 | 1858                                           |                                                | 621                                            | 621                                            |
| 1864 | 1864                                           |                                                | 617                                            | 617                                            |
| 1871 | 1871                                           |                                                | 586                                            | 586                                            |
| 1875 | 1875                                           |                                                | 588                                            | 588                                            |
| 1885 | 1885                                           |                                                | 633                                            | 633                                            |
| 1895 | 1895                                           |                                                | 596                                            | 596                                            |
| 1905 | 1905                                           |                                                | 652                                            | 652                                            |
| 1910 | 1910                                           |                                                | 690                                            | 690                                            |
| 1925 | 1925                                           |                                                | 703                                            | 703                                            |
| 1939 | 1939                                           |                                                | 730                                            | 730                                            |
| 1946 | 1946                                           |                                                | 1.076                                          | 1.076                                          |
| 1950 | 1950                                           |                                                | 1.091                                          | 1.091                                          |
| 1956 | 1956                                           |                                                | 1.080                                          | 1.080                                          |
| 1961 | 1961                                           |                                                | 1.060                                          | 1.060                                          |
| 1967 | 1967                                           |                                                | 1.191                                          | 1.191                                          |
| 1970 | 1970                                           |                                                | 1.213                                          | 1.213                                          |
| 1980 | 1980                                           |                                                | ?                                              | ?                                              |
| 1990 | 1990                                           |                                                | ?                                              | ?                                              |
| 2000 | 2000                                           |                                                | ?                                              | ?                                              |
| 2010 | 2010                                           |                                                | 2.009                                          | 2.009                                          |
| 2011 | 2011                                           |                                                | 1.881                                          | 1.881                                          |
| 2015 | 2015                                           |                                                | 2.015                                          | 2.015                                          |
| 2020 | 2020                                           |                                                | 2.001                                          | 2.001                                          |
| Datenquelle: Historisches Gemeindeverzeichnis für Hessen: Die Bevölkerung der Gemeinden 1834 bis 1967. Wiesbaden: Hessisches Statistisches Landesamt, 1968. Weitere Quellen: LAGIS; Gemeinde Rockenberg; Zensus 2011 |                                                |                                                |                                                |                                                |

## Religionen
In Oppershofen gibt es die katholische Kirchengemeinde St. Laurentius. Für die evangelischen Gläubigen ist die evangelische Kirchengemeinde Rockenberg zuständig.
Über 80 % Prozent der in Oppershofen lebenden Bevölkerung ist katholisch. Damit gehört Oppershofen zu den wenigen Orten im westlichen Wetteraukreis, in denen die Mehrzahl der Bevölkerung der katholischen Kirche angehört. Im Jahr 1961 waren von den 1060 Einwohnern 47 evangelisch (= 4,43 %) und 1006 katholisch (= 94,91 %).

## Wappen
Im August 1951 wurde der Gemeinde Oppershofen durch das Hessische Staatsministerium das Recht zur Führung eines Wappens verliehen.
Auf rotem Grund steht das sechsspeichige Mainzer Rad in Silberfarbe. Es ist unmittelbar bedeckt (gekrönt) von dem roten Kurfürstenhut, der mit einem breiten, silberfarbigen Hermelin bereift ist und dessen gleichsam silberfarbene, perlenbesetzte Bügel in einem goldenen, bekreuzten Reichsapfel in der Hutmitte enden.
Damit wird eine Episode der Oppershofener Geschichte dargestellt, die von 1590 bis 1802 Realität war.
Das Wappen von Oppershofen bildet die Symbole des Erzbischofs und Kurfürsten von Mainz ab, der als geistlicher und weltlicher Herr fungierte.
Die Abbildung ist eng angelehnt an das Erscheinungsbild des kurmainzischen Wappens im 18. Jahrhundert.

## Kultur und Sehenswürdigkeiten

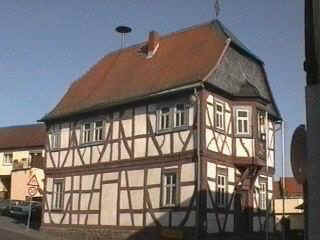
Altes Rathaus in Oppershofen

### Bauwerke
- Altes Rathaus, erbaut von 1725 bis 1729
- Katholische Kirche St. Laurentius, 1677 vom Mainzer Weihbischof Adolph Gottfried Volusius geweiht
- St. Anna-Kapelle
- Alte Wetterbrücke in der Bahnhofstraße

### Regelmäßige Veranstaltungen
- Ostersonntag: Osterdisco – Veranstalter: WSV Oppershofen
- Pfingsten: Gemeinsame Pfingstübung beider Feuerwehren der Gemeinde Rockenberg
- Pfingsten: Volksradfahren – Veranstalter: RSV Oppershofen
- Fronleichnam: Pfarrfest der katholischen Kirchengemeinde
- Anfang Juli: Sommerfest der Freiwilligen Feuerwehr Oppershofen
- August: Kirmes; wird jeweils von zwei ortsansässigen Vereinen ausgerichtet
- Dezember: Weihnachtsmarkt auf der Bitz in Oppershofen

## Wirtschaft und Infrastruktur

### Verkehr

#### Straße
Über Butzbach gelangt man auf die Bundesautobahn 5 in Richtung Kassel und Frankfurt am Main und auf die Bundesautobahn 45 von Dortmund nach Aschaffenburg, welche am nahgelegenen Gambacher Kreuz aufeinandertreffen.

#### Schiene
Die Trasse der Butzbach-Licher Eisenbahn führt durch Oppershofen. Oppershofen verfügt über einen alten Bahnhof, der jedoch nicht mehr in Betrieb ist. Es verkehren lediglich noch Museumszüge, die aber nicht in Oppershofen halten.

#### ÖPNV
Oppershofen gehört zum Rhein-Main-Verkehrsverbund. An den Bahnhöfen in Butzbach und Bad Nauheim besteht Anschluss in Richtung Frankfurt am Main und Gießen. Durch Oppershofen führt die Buslinie FB-53 (Butzbach – Bad Nauheim und zurück), welche den Anschluss zur Main-Weser-Bahn sicherstellt. Der Flughafen Frankfurt Main ist etwa 55 Kilometer entfernt.

### Unternehmen
Das Familienunternehmen Raab Rosen, Europas größter Züchter und Händler von Rosen, hat seinen Firmensitz in Oppershofen. Die Pflegestation Graubert (ein Altenheim mit weiteren Stationen in Hessen) wird mittlerweile aus Butzbach verwaltet. Das Pflegeheim in Oppershofen besteht aber weiterhin. Ebenso sind hier der Wetterauer Pumpenbau und einige weitere Dienstleistungsunternehmen angesiedelt.

### Bildung
- In Oppershofen gibt es den katholischen Kindergarten St. Laurentius.
- In Oppershofen befindet sich eine Zweigstelle der Sandrosenschule Rockenberg für Schüler der Klassenstufen 1 und 2.

## Persönlichkeiten
Söhne und Töchter Oppershofens
- Bardo von Mainz, Erzbischof von Mainz und Erzkanzler des Heiligen Römischen Reichs deutscher Nation, * um 980 in Oppershofen, † 10. Juni 1051 nahe Paderborn.
- Heinrich Josef Schmidt (* 19. März 1889 in Oppershofen; † 15. Juni 1945 in Bochum), Politiker (Zentrum), Reichstagsabgeordneter